# Haworthia nortieri
Espèce
Haworthia nortieri est une espèce de plantes à fleurs de la famille des Asphodelaceae. Cette plante succulente est originaire d'Afrique du Sud, au sud-ouest du Cap Nord.

## Description
Haworthia nortieri présente des feuilles ovales-lancéolées à obovales, vertes avec des reflets violets occasionnels. Les fleurs sont gris blanchâtre et ont généralement un cœur jaune.

## Liste des variétés
Selon GBIF (1 juillet 2025) :
- Haworthia nortieri var. albispina (M.Hayashi) M.B.Bayer
- Haworthia nortieri var. devriesii (Breuer) M.B.Bayer
- Haworthia nortieri var. globosiflora (G.G.Sm.) M.B.Bayer
- Haworthia nortieri var. nortieri
- Haworthia nortieri var. pehlemanniae (C.L.Scott) M.B.Bayer

## Systématique
Le nom correct complet (avec auteur) de ce taxon est Haworthia nortieriG.G.Sm. (d).
Haworthia nortieri a pour synonyme :
- Haworthia mucronata var. nortieri (G.G.Sm.) Halda